# Rosani Abou Adal
Rosani Abou Adal (São Paulo, 17 de janeiro de 1960) é uma escritora, jornalista, poeta e editora. Tem poemas traduzidos para o espanhol, francês, grego, inglês, italiano e húngaro. Participou de antologias na Argentina, Espanha, França, Portugal, EUA e no Brasil.
Membro da Academia de Letras de Campos do Jordão, é vice-presidente do Sindicato dos Escritores no Estado de São Paulo e editora do jornal literário mensal Linguagem Viva desde 1989. Exerceu cargos de diretoria na Academia Piracicabana de Letras, União Brasileira de Escritores e no Centro de Estudos Americanos Fernando Pessoa e também como conselheira da Associação Brasileira de Imprensa. Formada em Jornalismo e Publicidade e Propaganda pela Faculdade de Comunicação Social da Fundação Cásper Líbero, especializou-se em Artes Plásticas e Música, com o enfoque Multidisciplinar da Sociologia e da Arte, pela Universidade de São Paulo.. Compôs o Hino Sindical em parceria com Carlos Mahlungo.
Recebeu o Prêmio Ribeiro Couto da União Brasileira de Escritores do Rio de Janeiro e o Prêmio Mulheres do Mercado da Secretaria Municipal de Cultura de São Paulo. Laureada com medalhas e diplomas de mérito cultural da União Brasileira de Escritores do Rio de Janeiro, da Câmara Municipal de São Paulo, da Ordem dos Velhos Jornalistas, da Câmara Municipal de Piracicaba, do Instituto Histórico e Geográfico de São Paulo e Associação Brasileira de Imprensa, do Movimento Poético em São Paulo, do Instituto Brasileiro de Culturas Internacionais, e da International Writers and Artists, Buffton College, EUA. Foi uma das poetas homenageadas do 33º Psiu Cinema, 2019, de Montes Claros (MG) e do Sarau Literário Piracicabano. Poeta representante do Estado de São Paulo no Festival de Poesia de Dois Córregos. Participou da Tercera Expo Coloquio Pre-Textos del Solsticio de 2022, Buenos Aires, Argentina, promovido pelo Suri Colectivo Cultural.[carece de fontes?]

## Obras
- Mensagens do Momento, poemas (edição do autor, São Paulo, 1986), prefácio de Cleide Veronesi.
- De Corpo e Verde, poemas, Scortecci Editora, São Paulo, 1992), prefácio de Caio Porfírio Carneiro.
- Catedral do Silêncio, poemas (Scortecci Editora, São Paulo, 1996), prefácio de Caio Porfírio Carneiro.
- Manchetes em Versos, poemetos (Linguagem Viva, São Paulo, 2019), prefácio de Raquel Naveira.
- Sonho Ilusório, poemas – edição em espanhol, francês, húngaro, inglês e português (Linguagem Viva, São Paulo, 2023), prefácio de Maristela Sanches Bizarro. ISBN 978-65-00-78810-5

### Participações em antologias
- Reflexos da poesia contemporânea no Brasil, França, Itália e Portugal  –  coord. Jean Paul Mestas (Universitária Editora, Lisboa, 2000)
- 500 Ans du Brésil (Jallons, França, 2000)
- Um Mundo no Coração – coord. Jean Paul Mestas (Universitária Editora, Lisboa, 2001)
- Paixão por São Paulo – org. Luiz Roberto Guedes, Editora Terceiro Nome (2004);
- Poesia (Clube de Poesia de São Paulo, 2001)
- II Antologia Canto do Poeta – org. Débora Novaes de Castro (VipWork Editora, 2008) ISBN 978-85-60287-04-8
- Ave Palavra – org. Ely Vietez (FUNPEC, Lisboa, 2012)
- Bodega do Brasil em Tempo de Poesia – org. Cacá Lopes (Editora Areia Dourada, São Paulo, 2021) ISBN 978-65-8658743-2
- Huellas a la mar 9 – Antología Internacional (Literarte, Argentina, 2022)

## Premiações
- Moção Honrosa da Câmara dos Vereadores de Piracicaba pelos Serviços Prestados à Cultura, 1987.[carece de fontes?]
- Melhor Jornal Literário do Brasil – IWA, International Writers and Artists – Buffton College, EUA, 1996.[carece de fontes?]
- Menção Honrosa da União Brasileira de Escritores do Rio de Janeiro pelos serviços prestados à cultura, 1997.[carece de fontes?]
- Prêmio “Ribeiro Couto” da União Brasileira de Escritores do Rio de Janeiro com o livro Catedral do Silêncio, 1998.[carece de fontes?]
- Prêmio Mulheres no Mercado – Categoria Literatura, promovido pela Secretaria Municipal de Cultura e Casa de Cultura de Santo Amaro, 2004.[carece de fontes?]
- Diploma de Mérito Cultural – Movimento Poético de São Paulo, 2005.[carece de fontes?]
- Agraciada com diploma de honra ao mérito da Ordem dos Velhos Jornalistas, pelos serviços prestados à cultura como editora do jornal Linguagem Viva, 2005.[carece de fontes?]
- Diploma de menção honrosa da Câmara de Vereadores de São Paulo em homenagem ao Dia do Jornalista de Bairro, certificado outorgado por iniciativa da vereadora Myriam Athie, 2008.[carece de fontes?]
- Diploma em comemoração aos 200 Anos da Imprensa Régia e aos 100 Anos da Associação Brasileira de Imprensa, outorgado pelo Instituto Histórico e Geográfico de São Paulo, 2008.[carece de fontes?]
- Diploma de Mérito Cultural e medalha do Instituto Brasileiro de Culturas Internacionais, Minas Gerais, 2008.[carece de fontes?]
- Um dos seis poetas homenageados da 33º Psiu Cinema, Montes Claros, 2019.[carece de fontes?]